# Sex-ratio opérationnel
Le sex-ratio opérationnel (ou OSR pour Operating Sex-ratio en anglais) est une mesure chez les espèces sexuées du sex-ratio, c'est-à-dire le taux comparé de mâles et femelles, prenant en compte la fertilité des individus et la disponibilité de ceux-ci pour la reproduction. Il est défini comme le quotient du nombre de femelles sexuellement disponibles sur le nombre de mâles sexuellement disponibles à un moment donné.

## Facteurs affectant le sex-ratio opérationnel

### La répartition des sexes dans l'espace et le temps
Le sex-ratio opérationnel peut dépendre de la localisation : par exemple, chez la libellule émeraude, les mâles croisent longtemps sur le lieu de rendez-vous, jusqu'à trouver une partenaire, tandis que les femelles n'y séjournent qu'un minimum de temps. On aboutit ainsi localement à des OSR élevés, pouvant dépasser 90 %, pour une population globalement équilibrée.

## Expression formelle
Sutherland exprime de manière formelle le sex-ratio opérationnel (SRO) par la formule suivante:
{\displaystyle SRO=S.{\frac {T_{m}-F_{m}.H_{m}}{T_{f}-F_{f}.H_{f}}}}
où {\displaystyle S} est le sex-ratio des adultes fertiles, {\displaystyle T_{m}} et {\displaystyle T_{f}} le temps consacré à la reproduction respectivement chez les mâles et les femelles, {\displaystyle F_{m}} et {\displaystyle F_{f}} le nombre d'évènements de reproduction effectués respectivement par les mâles et les femelles pendant la période de reproduction et {\displaystyle H_{m}} et {\displaystyle H_{f}} le temps nécessaire à chaque évènement de reproduction respectivement pour le mâle et la femelle. Ces paramètres dépendent de nombreux facteurs différents, explicités en partie par Clutton-Brock et Parker en 1992.